# S/S Östersund

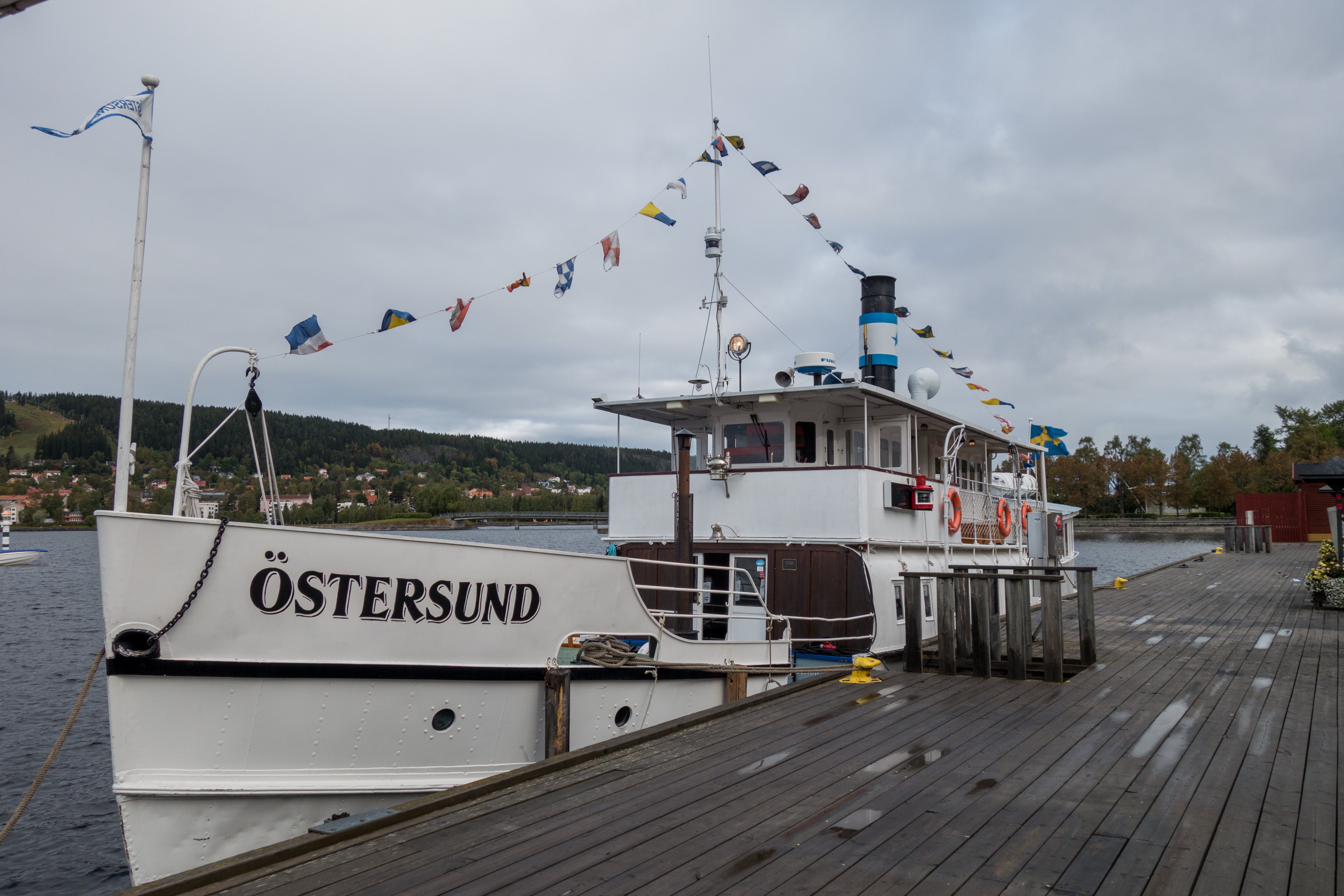
S/S Östersund (1874) i hamn i Badhusparken, Östersund

S/S Östersund byggdes 1874 av Oskarshamns varv i Oskarshamn för gods- och passagerartrafik på Storsjön. Den transporterades i delar sjöledes till Sundsvall och därefter på vinterföre med häst och släde till Östersund för montering. Båten gick i trafik till 1963, då konkurrensen från vägtransport blev för stor. Båten såldes för skrotning, men den räddades. 
Efter ett antal år upplagd, köptes båten av Föreningen Bevara Ångaren Östersund, varefter den renoverades för att åter tas i trafik 1989.
Tillsammans med S/S Östersund trafikeras Storsjön av M/S Thomée och bilfärjorna M/S Fröja, M/S Hymer och M/S Skidbladner.

## Tekniska data
- Byggkostnad 60 000 kronor (1874).
- Senaste renovering 1989
- Längd 25.16, Bredd 4.56, Djup 2.00 meter
- Maskin - 2-cylindrig compoundmotor 120hk
- Marschfart ca 8 knop